# East Coker (poemat)
East Coker – poemat T.S. Eliota wchodzący w skład cyklu Cztery kwartety. Utwór najpierw ukazał się osobno w 1940, a następnie razem z pozostałymi w 1943. Poemat zawiera obrazy toczącej się wojny, opustoszałych ulic, schronów przeciwlotniczych i szpitali. Dzieli się na pięć sekcji. Został napisany wierszem tonicznym.
Tytuł poematu jest nazwą miejscowości East Coker, w której mieszkali przodkowie Eliota przed emigracją do Ameryki w XVII wieku.